# Robin Hartshorne
Robin Cope Hartshorne (15 marzo 1938) è un matematico statunitense.
Hartshorne è un geometra algebrico che ha studiato con Oscar Zariski, David Mumford, Jean-Pierre Serre e Alexander Grothendieck.
Nel 1963 si laurea presso l'Università di Princeton e diventa in seguito Junior Fellow presso l'Università di Harvard, dove insegna per molti anni. Negli anni 70 si sposta presso la Università della California (Berkeley). È attualmente in pensione.
Hartshorne è l'autore del popolare Algebraic Geometry, testo di riferimento per molti matematici sulla teoria degli schemi.

## Pubblicazioni selezionate
- Algebraic Geometry, New York: Springer-Verlag, 1977; sesta edizione, 1993. ISBN 0-387-90244-9
- Geometry: Euclid and Beyond, New York: Springer-Verlag, 2000; quarta edizione, 2005. ISBN 0-387-98650-2